# Henri Raynal
Henri Raynal est un écrivain, poète et critique d'art français né en 1929.

## Biographie
En 1957, Jean-Jacques Pauvert publie son premier livre, Aux pieds d’Omphale, sur le conseil d’André Breton. Par la suite, Henri Raynal publie deux essais aux éditions du Seuil (L’œil magique, 1963 et L’Orgueil anonyme, 1965). Il contribue à de nombreuses revues parmi lesquelles Le Surréalisme même, La NRF, Tel quel, Le Mercure de France, Critique, Les Cahiers du sud, Opus, Les Lettres françaises, Le Nouveau commerce, Poésie, Art press, Autre sud, Missives et la Revue du M.A.U.S.S. dont il est membre.
Henri Raynal est aussi un témoin  et un acteur de la vie artistique. Membre de l’Association internationale des critiques d’art, il signe de nombreuses préfaces de catalogues et de plaquettes publiées à l’occasion d’exposition par diverses galeries. Son Journal de bord d’un voyage en peinture reproduit quelques-unes de ses critiques consacrées à des peintres célèbres (Maria Elena Vieira da Silva, Zoran Mušič) ou connus seulement d’un public restreint (Philippe Hosiasson, Pascal Verbena).
Au début des années 1990, les éditions Deyrolle et Le temps qu’il fait publient trois ouvrages rassemblant textes publiés en revues et inédits. Ces proses poétiques célèbrent les deux thèmes de prédilection  de l’auteur : le paysage (Le pays sur le chevalet, 1992) et le vêtement (Sur toi l’or de la nuit, 1992, Dans le dehors, 1996). En 2004, Fata Morgana fait paraître Dans le secret. Inspiré de sa lecture des soufis et de son amitié avec Henry Corbin, ce livre mêle la narration et la méditation poétique. La même année, a été republié Aux Pieds d’Omphale, suivi en 2005 d’un recueil d’articles intitulé Retrouver l’océan. En 2010, Fata Morgana publie un récit énigmatique, L'Accord.
Henri Raynal est membre de la Revue du Mauss à laquelle il participe et qui consacre des études à son œuvre. En 2016, les Nouvelles éditions Cécile Defaut publient Cosmophilie. Du 17 au 18 novembre 2017 s'est tenu à l'abbaye d'Ardenne/ IMEC un colloque international sous la direction de Marie-Hélène Boblet et Belinda Cannone. Les actes du colloque ont été publiés en 2018 aux éditions Cécile Defaut.
Les archives d'Henri Raynal ont été confiées en 2009 à l'Institut Mémoires de l'édition contemporaine. Le site de l'IMEC indique que le fonds est composé des manuscrits et brouillons de ses textes, articles, critiques et ouvrages. Il est également constitué de nombreuses notes, se rapportant par exemple au thème de "l'apparure" très cher à Henri Raynal. D’autres notes concernent les expositions d’arts, les visites d’ateliers ou bien la société artistique des PTT. Une riche correspondance complète par ailleurs ce fonds. On y retrouve d’illustres noms comme André Breton, Gaston Bachelard, Michel Deguy, Julien Gracq, Jean Hélion, Emmanuel Levinas, Jean Paulhan, André Pieyre de Mandiargues ou Jean Wahl. Enfin, une bibliothèque d’étude rassemble tous ses ouvrages publiés.